# Svensk Rumfartsbestyrelse
Svensk Rumfartstyrelse, eller Rymdstyrelsen, er et statsligt svensk agentur. Styrelsen distribuerer statens garantier til forskning og udviklinger, samt påbegynder forskning og udvikling i rummet, og er samtidig den svenske kontakt i det internationale rumfartssamarbejde. Rumfartsprogrammet bliver for det meste ført igennem det internationale samarbejde. Eksempler fra store projekter som den svenske deltagelse i ISS og til Odin-satellitten.

## Eksterne links
Svensk Rumfartsbestyrelse Arkiveret 15. juni 2008 hos  Wayback Machine